# مارثا جان كلود
مارثا جان كلود (بالفرنسية: Martha Jean-Claude)‏ هي كاتِبة هايتية، ولدت في 21 مارس 1919، وتوفيت في 14 نوفمبر 2001.